# Kokcinija
Kokcinija (lat. Coccinia), rod uresnih, korisnih trajnica penjačica iz porodice tikvovki raširen po tropskoj Africi i tropskoj i suptropskoj Aziji i Pacifiku. Postoji oko 30 priznatih vrsta

## Vrste
1. Coccinia abyssinica (Lam.) Cogn.
2. Coccinia adoensis (Hochst. ex A.Rich.) Cogn.
3. Coccinia barteri (Hook.f.) Keay
4. Coccinia grandiflora Cogn. ex Engl.
5. Coccinia grandis (L.) Voigt
6. Coccinia heterophylla (Hook.f.) Holstein
7. Coccinia hirtella Cogn.
8. Coccinia intermedia Holstein
9. Coccinia keayana R.Fern.
10. Coccinia lalambensis Penz.
11. Coccinia longicarpa Jongkind
12. Coccinia longipetiolata Chiov.
13. Coccinia mackenii Naudin ex C.Huber
14. Coccinia megarrhiza C.Jeffrey
15. Coccinia microphylla Gilg
16. Coccinia mildbraedii Gilg ex Harms
17. Coccinia ogadensis Thulin
18. Coccinia pwaniensis Holstein
19. Coccinia quinqueloba (Thunb.) Cogn.
20. Coccinia racemiflora Keraudren
21. Coccinia rehmannii Cogn.
22. Coccinia samburuensis Holstein
23. Coccinia schliebenii Harms
24. Coccinia senensis (Klotzsch) Cogn.
25. Coccinia sessilifolia (Sond.) Cogn.
26. Coccinia subglabra C.Jeffrey
27. Coccinia subsessiliflora Cogn.
28. Coccinia trilobata (Cogn.) C.Jeffrey